# Anna Petrovna Ostroumova-Lebedeva
Anna Petrovna Ostroumova-Lebedeva (San Pietroburgo, 17 maggio 1871 – Leningrado, 5 maggio 1955) è stata una pittrice e incisore russa, di nazionalità sovietica dopo il 1922.

## Biografia
Anna Petrovna Ostroumova-Lebedeva studiò dal 1885 al 1892 alla Scuola centrale di disegno tecnico del barone Alexander Stieglitz, poi all'Accademia russa di belle arti di San Pietroburgo (1892-1900), dove seguì le lezioni del pittore realista Itinerante Il'ja Efimovič Repin e quelle dell'incisore Vasilij Mate, frequentando le loro botteghe.
Partecipò alla creazione, nel 1899, del gruppo Mir iskusstva ( "Il Mondo dell'Arte") e della rivista omonima, fondata da Sergej Pavlovič Djagilev e Aleksandr Nikolaevič Benois, ed espose le sue opere in tutte le mostre collettive, tra il 1900 e il 1906.
Nei primi anni del 1900, viaggiò in Italia, Spagna e Francia, dove lavorò nello studio di James Abbott McNeill Whistler, assieme al pittore Konstantin Somov, dopo di che rientrò in Russia e si impegnò per far rinascere la tradizione russa dell'incisione a colori sul legno.
Djagilev incluse ventinove delle sue xilografie nella sua "mostra di arte russa" al Salon d'Automne del 1906. Lo stesso anno, espose al museo moscovita e alla prima Fiera internazionale a Odessa, e viaggiò in numerose città dell'Impero russo.
Influenzata dall'esempio di Aleksandr Nikolaevič Benois, lavorò sui "paesaggi storici", ed è ricordata per la sua raffigurazione dell'architettura barocca e classica di San Pietroburgo e dei suoi dintorni, come nella serie di xilografie intitolata a San Pietroburgo (1908-1910).
I suoi disegni e acquerelli evidenziarono la sua aderenza al movimento impressionistico, illustrando paesaggi di Italia (1911), Paesi Bassi (1913), Belgio (1913) e Spagna (1914), tra i quali Il Campo di Marte (1922).
Le sue xilografie si caratterizzarono per la chiarezza e rigorosità compositiva, per le linee severe, per la sobrietà del colore, per le immagini altamente evocative, tra le quali Le Colonne della Borsa e la Fortezza (1908), Il Canale Krjukov (1910), Pavlovsk (1922), Lo Smolnyj (1924), Il Giardino d'Inverno nella brina (1929).
Nel 1916 si tenne a San Pietroburgo la sua prima mostra personale.
Dopo la rivoluzione d'ottobre del 1917, Ostroumova-Lebedeva divenne membro della Commissione di esperti del commissariato nazionale dell'educazione, e proseguì il suo lavoro di incisore, disegnatore, acquerellista.
Nel 1918-1922 insegnò presso l'Istituto Superiore di fotografia e tecnica fotografica, e dal 1934 all'Istituto di pittura, architettura e scultura di Leningrado, dedicandosi contemporaneamente al ritratto.
Nel 1946 ricevette il titolo di Artista popolare della Repubblica socialista federativa sovietica russa e nel 1949 diventò membro dell'Accademia delle arti dell'Unione Sovietica.
Scrisse anche un apprezzato volume di memorie, intitolato Note autobiografiche (Avtobiograficeskje zapinski, 1951).
Le sue opere furono acquistate, tra gli altri, dai musei di Roma, Parigi, Praga, Dresda e Berlino.

## Opere
- Ponte delle catene (1903);
- Villa Borghese (1904);
- Le Colonne della Borsa e la Fortezza (1908);
- Il Canale Krjukov (1910);
- Finlandia con un cielo azzurro (1910);
- Laghi finlandesi (1910);
- Pavlovsk (1922);
- Il Campo di Marte (1922);
- Lo Smolnyj (1924);
- Il Giardino d'Inverno nella brina (1929).